# Etelis coruscans
Etelis coruscans is een straalvinnige vissensoort uit de familie van snappers (Lutjanidae). De wetenschappelijke naam van de soort is voor het eerst geldig gepubliceerd in 1862 door Valenciennes.